# サウス・グラモーガン統監
サウス・グラモーガン統監（サウス・グラモーガンとうかん、英語: Lord Lieutenant of South Glamorgan）は、イギリスの官職。統監の1つで、サウス・グラモーガンを担当する。1972年地方行政法でイングランドおよびウェールズの地方自治体再編が行われ、同法第218(1)条によりグレーター・ロンドンおよび各都市・非都市カウンティに統監が1人ずつ任命されることとなった。同法でサウス・グラモーガンが設立されたため、1974年の同法施行とともにサウス・グラモーガン統監が任命された。

## 一覧
- 1974年4月1日 – 1985年：サー・ケネス・トラハーン（英語版）[3]
  - グラモーガン統監（英語版）より続投[2]
- 1985年12月16日 – 1990年：スーザン・エヴァ・ウィリアムズ[3]
- 1990年9月11日 – 2008年6月13日：ノーマン・ロイド＝エドワーズ（英語版）[3][4]
- 2008年6月 – 2016年7月4日：ピーター・ベック[5][6]
- 2016年7月4日 – ：モーフィッド・メレディス[5]